# Strada provinciale 70 Valle torrente Ghiaie
La strada provinciale 70 Valle torrente Ghiaie è una strada provinciale italiana della città metropolitana di Bologna suddivisa in due tronchi: SP 70/1 e SP 70/2.

## Percorso SP 70/1
Si muove verso ovest partendo dalla SP 27 in località Bersagliera, nel comune di Valsamoggia. Raggiunge Ziribega e Castelletto, capoluogo dell'ex comune sparso di Castello di Serravalle, dove si dirige a sud e si affianca al torrente Ghiaietta. Al confine con la provincia di Modena cambia denominazione e diventa "SP 25 di Monteombraro".

## Percorso SP 70/2
Si stacca dal primo tronco della provinciale presso Castelletto, si dirige a ovest e sale al borgo di Castello di Serravalle. Passato il centro, piega a nord e scende nella valle del Rio d'Orzo. Al confine con la provincia di Modena diviene "SP 37 di Serravalle".